# Pereschtschepyne
Pereschtschepyne (ukrainisch Перещепине; russisch Перещепино Pereschtschepino) ist eine Stadt im Zentrum der Ukraine mit etwa 10.000 Einwohnern (2020). Die 1764 erstmals schriftlich erwähnte Ortschaft erhielt am 13. Januar 2000 den Status einer Stadt, bis dahin hatte sie den Status einer Siedlung städtischen Typs.

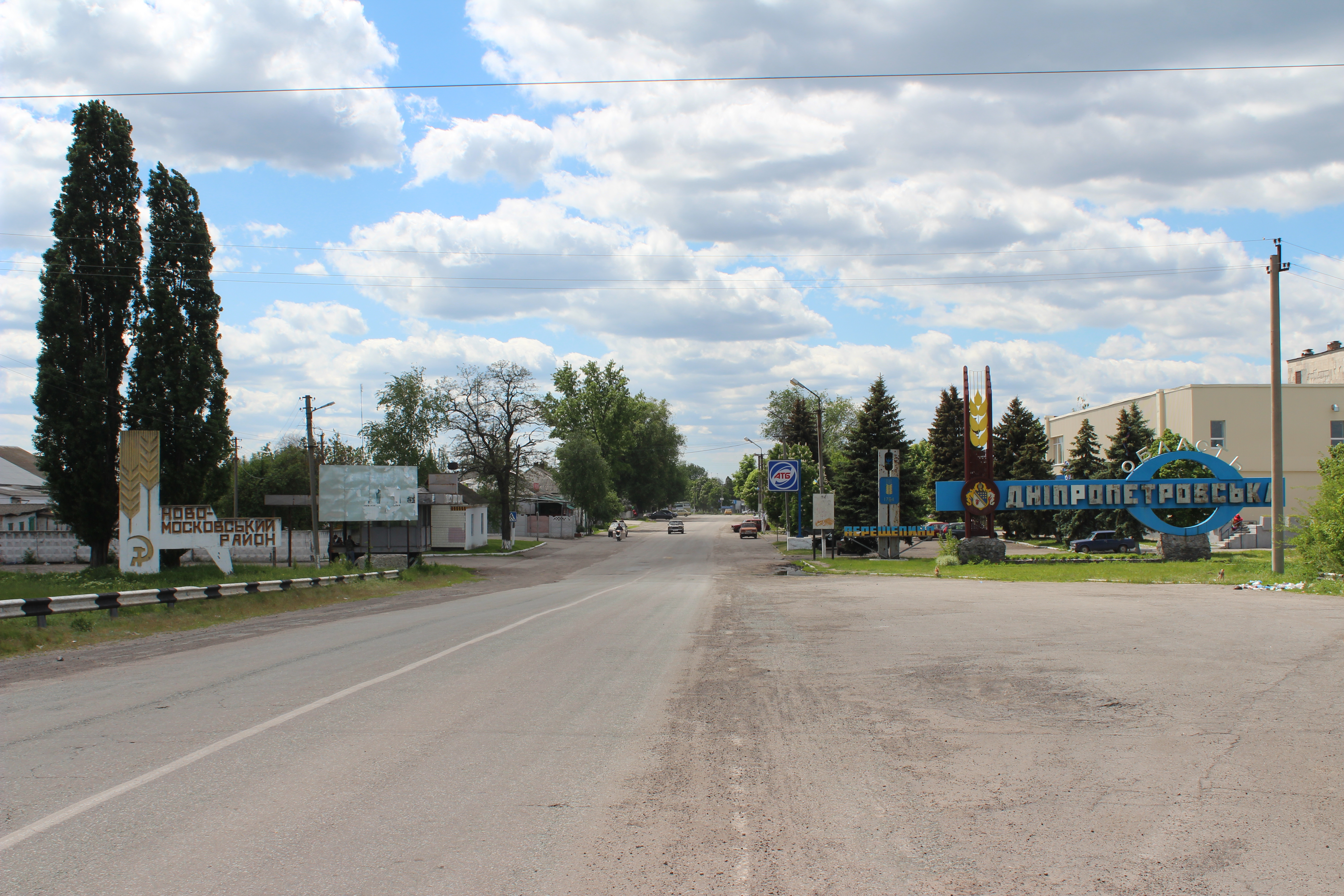
Ortseingang

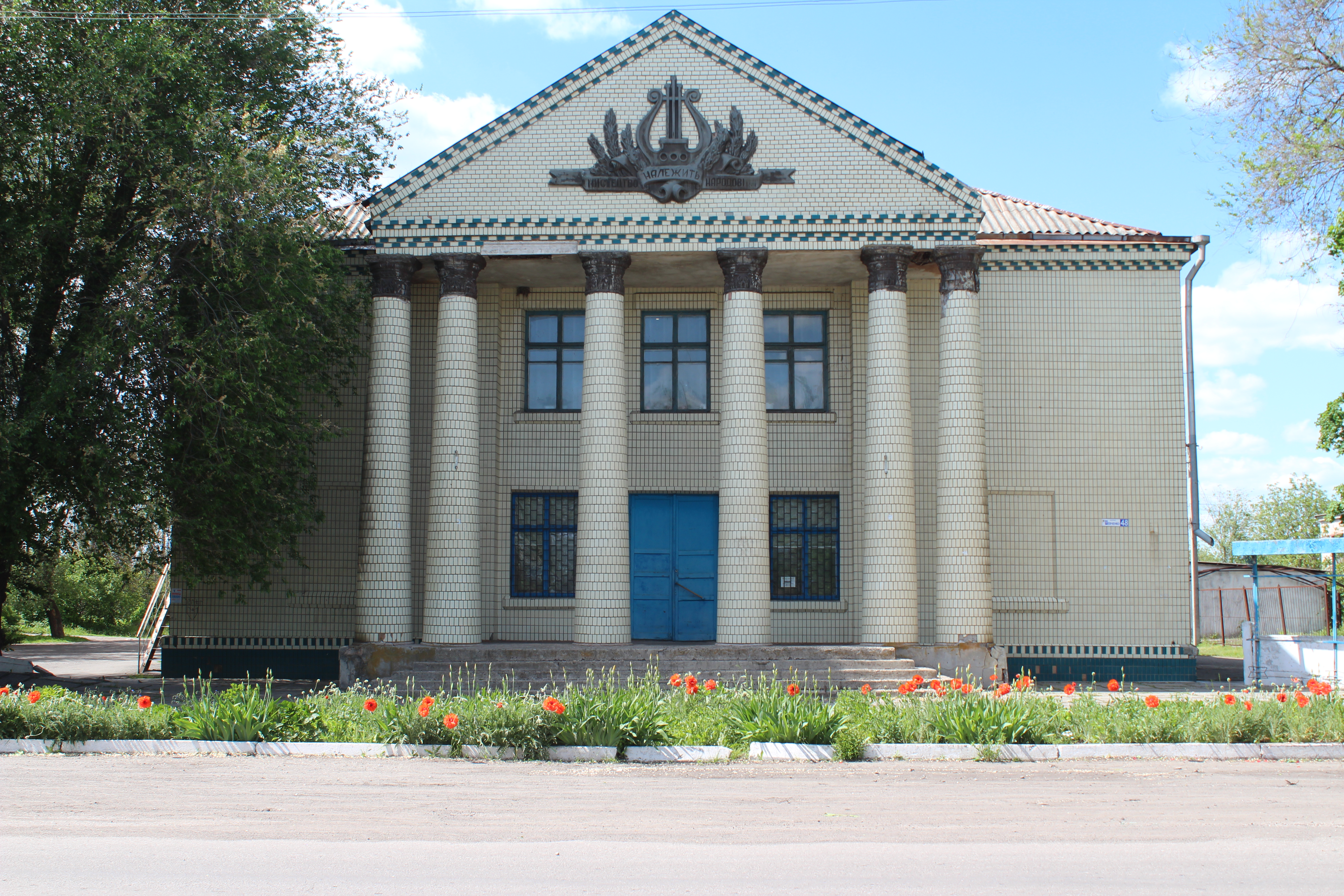
Bezirksbibliothek

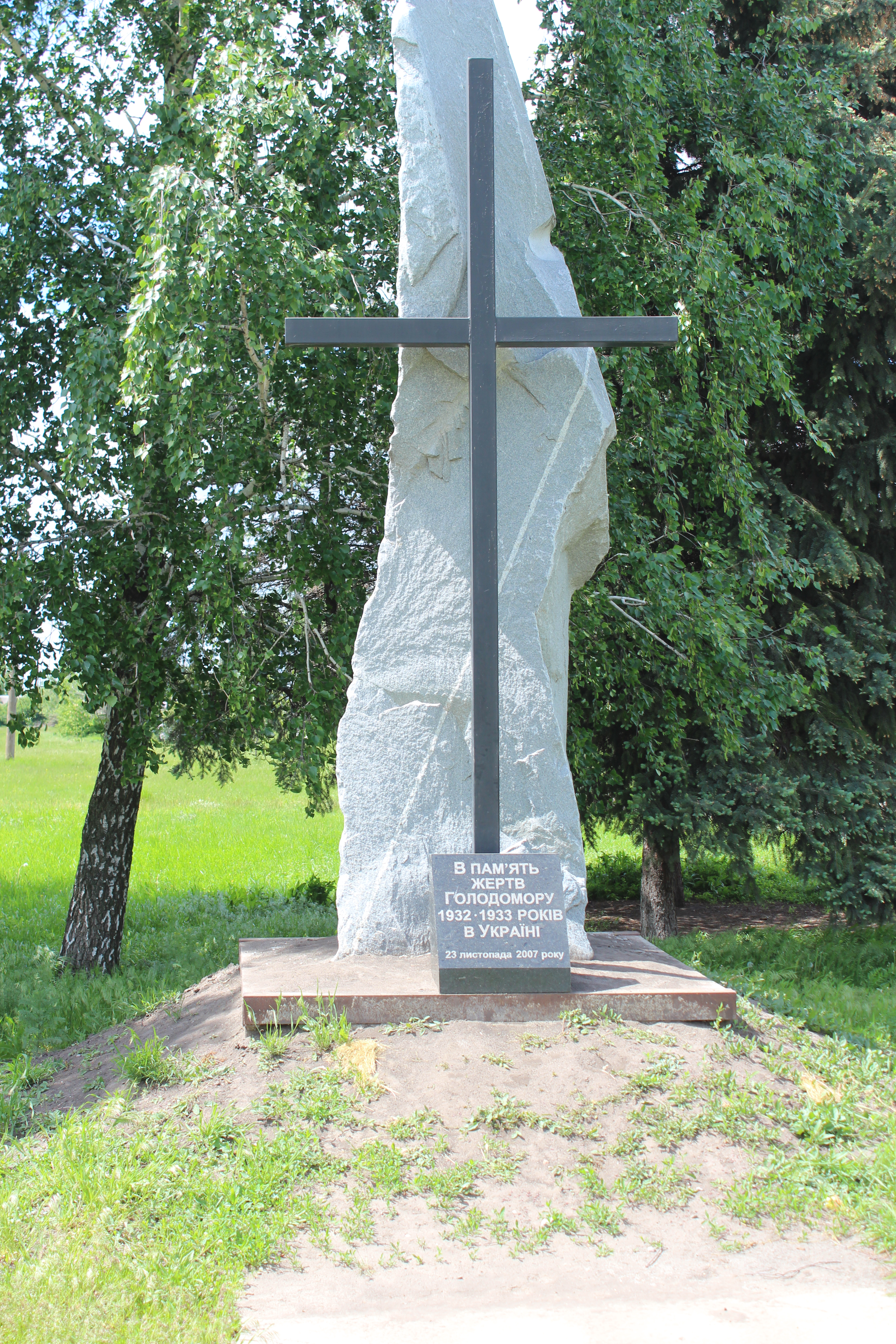
Mahnmal für die Opfer des Holodomor

## Geographie
Pereschtschepyne liegt im Norden des Rajons Nowomoskowsk, einem Rajon der Oblast Dnipropetrowsk an der Grenze zur Oblast Charkiw.
Die Stadt liegt am linken Ufer des Oril, einem Nebenfluss des Dnepr, sowie am Dnepr-Donbas-Kanal.
Über die Fernstraße M 18, eine Teilstrecke der E 105, die entlang der Stadt verläuft, ist die Stadt Dnipro in 75 km Entfernung Richtung Süden und die Stadt Charkiw nach 150 km auf derselben Straße in Richtung Norden zu erreichen. Der Bahnhof Pereschtschepyne liegt 2 km westlich der Stadt.

## Verwaltungsgliederung
Am 2. Februar 2018 wurde die Stadt zum Zentrum der neugegründeten Stadtgemeinde Pereschtschepyne (Перещепинська міська громада/Pereschtschepynska miska hromada). Zu dieser zählen auch die 17 in der untenstehenden Tabelle aufgelisteten Dörfer sowie die Ansiedlungen Kiltschen, Myroljubiwka und Wyschnewe, bis dahin bildete sie zusammen mit den Dörfern Kosyrschtschyna, Malokosyrschtschyna, Oleksandrija und Switschaniwka sowie der Ansiedlung Wyschnewe die gleichnamige Stadtratsgemeinde Pereschtschepyne (Перещепинська міська рада/Pereschtschepynska miska rada) im Norden des Rajons Nowomoskowsk.
Folgende Orte sind neben dem Hauptort Pereschtschepyne Teil der Gemeinde:
| Name                     | Name          | Name                                |
| ukrainisch transkribiert | ukrainisch    | russisch                            |
| ------------------------ | ------------- | ----------------------------------- |
| Bahate                   | Багате        | Богатое (Bogatoje)                  |
| Hanniwka                 | Ганнівка      | Анновка (Annowka)                   |
| Holubiwka                | Голубівка     | Голубовка (Golubowka)               |
| Kernossiwka              | Керносівка    | Керносовка (Kernossowka)            |
| Kiltschen                | Кільчень      | Кильчень                            |
| Kosyrschtschyna          | Козирщина     | Козырщина (Kosyrschtschina)         |
| Lewenziwka               | Левенцівка    | Левенцовка (Lewenzowka)             |
| Malokosyrschtschyna      | Малокозирщина | Малокозырщина (Malokosyrschtschina) |
| Mychajliwka              | Михайлівка    | Михайловка (Mychailowka)            |
| Myroljubiwka             | Миролюбівка   | Миролюбовка (Miroljubowka)          |
| Nowoschandriwka          | Новошандрівка | Новошандровка (Nowoschandrowka)     |
| Oleksandrija             | Олександрія   | Александрия (Alexanderija)          |
| Orlika                   | Орілька       | Орелька (Orelka)                    |
| Panassiwka               | Панасівка     | Панасовка (Panassowka)              |
| Riwne                    | Рівне         | Ровное (Rownoje)                    |
| Schandriwka              | Шандрівка     | Шандровка (Schandrowka)             |
| Switschaniwka            | Свічанівка    | Свечановка (Swetschanowka)          |
| Trojizke                 | Троїцьке      | Троицкое (Troizkoje)                |
| Woskresseniwka           | Воскресенівка | Воскресеновка (Woskressenowka)      |
| Wyschnewe                | Вишневе       | Вишневое (Wischnewoje)              |

## Bevölkerung
| 1959  | 1970  | 1979   | 1989  | 2001   | 2005   | 2010   | 2020  |
| ----- | ----- | ------ | ----- | ------ | ------ | ------ | ----- |
| 7.873 | 6.471 | 10.723 | 9.882 | 10.041 | 10.106 | 10.338 | 9.805 |

Quelle: